# Iwan Safronow (działacz)
Iwan Pietrowicz Safronow (ros. Иван Петрович Сафронов, ur. w styczniu 1907 w guberni tambowskiej, zm. ?) – radziecki działacz partyjny i państwowy.

## Życiorys
W latach 1927–1932 był kolejno instruktorem, kierownikiem klubu pionierów rejonowego komitetu Komsomołu w Leningradzie i kierownikiem obwodowego domu dziecięcego wychowania komunistycznego w Leningradzie i zastępcą przewodniczącego Biura Młodych Pionierów Komitetu Miejskiego Komsomołu w Leningradzie. Od 1929 należał do WKP(b), 1932-1933 był słuchaczem kursów Leningradzkiego Państwowego Instytutu Pedagogiki Naukowej, potem pomocnikiem szefa wydziału politycznego sowchozu zbożowego ds. Komsomołu w Kraju Stalingradzkim (obecnie obwód wołgogradzki), później do 1939 I sekretarzem rejonowego komitetu WKP(b) w obwodzie orenburskim/czkałowskim. Następnie był sekretarzem Komitetu Obwodowego WKP(b) w Czkałowie ds. propagandy i agitacji, od 1943 do 7 lipca 1945 II sekretarzem Komitetu Obwodowego WKP(b) w Czkałowie, od 27 czerwca 1945 do stycznia 1952 przewodniczącym Komitetu Wykonawczego Czkałowskiej Rady Obwodowej, od stycznia do września 1952 inspektorem KC WKP(b), a od września 1952 do marca 1958 przewodniczącym Komitetu Wykonawczego Kirowskiej Rady Obwodowej. Został odznaczony Orderem Czerwonego Sztandaru Pracy.